# Filipe Neri Ferrão
Filipe Neri António Sebastião do Rosário Ferrão (Aldona, 20 januari 1953) is een Indiaas geestelijke en een kardinaal van de Rooms-Katholieke Kerk.
Ferrão werd op 28 oktober 1979 priester gewijd. Op 20 december 1993 werd hij benoemd tot hulpbisschop van Goa en Daman en tot titulair bisschop van Vanariona; zijn bisschopswijding vond plaats op 10 april 1994.
Op 12 december 2003 werd Ferrão benoemd tot aartsbisschop van Goa en Daman, als zodanig in de rang van patriarch. Sinds 2019 is hij president van de Indiase bisschoppenconferentie. 
Ferrão werd tijdens het consistorie van 27 augustus 2022 kardinaal gecreëerd. Hij kreeg de rang van kardinaal-priester. Zijn titelkerk werd de Santa Maria in Via.